# Plazmoptýza

Schéma turgoru. Vlevo plazmolýza, plazmorhiza, uprostřed normální stav v izotonickém prostředí, vpravo zvýšený turgor, plazmoptýza.

Plazmoptýza (cytolýza) je stav živočišné buňky, kdy je koncentrace iontů rozpuštěných ve vodě nižší, než jaká je koncentrace v izotonickém roztoku. Buňka se postupně zvětšuje a pak praská, její obsah se uvolní ven. U červených krvinek (erytrocytů) se tento jev nazývá hemolýza. U rostlinných buněk se tento termín nepoužívá[zdroj?], hovoříme pouze o zvyšování turgoru (zvyšování buněčného napětí). K praskání díky přítomnosti pevné buněčné stěny dochází jen zřídkakdy, typickou ukázkou je bobtnání semen u fazole či plodu u třešně nebo praskání kedluben či ředkviček.